# Jimmie Augustsson
Jimmie Augustsson (* 13. April 1981) ist ein schwedischer Fußballspieler. Der Mittelfeldspieler gewann mit Kalmar FF in der Spielzeit 2008 den schwedischen Meistertitel.

## Werdegang
Augustsson wurde mit einem Klumpfuß geboren, konnte jedoch nach mehreren Operationen mit dem Fußballspielen bei Tyringe IF beginnen. Alf Fünfzehnjähriger wechselte er in die Jugend von IFK Hässleholm.
Dort kam Augustsson später in der Männermannschaft zum Einsatz, ehe er 2005 zu Trelleborgs FF in die zweitklassige Superettan wechselte. Hier gehörte er zu den Stützen der Mannschaft, die am Ende der Spielzeit 2006 als Zweitligameister in die Allsvenskan aufstieg. Am 6. April 2007 feierte er beim 1:1-Unentschieden gegen IFK Göteborg sein Erstligadebüt, am 22. April gelang ihm beim 2:1-Sieg über Malmö FF mit dem Tor zum 1:0-Zwischenstand sein erster Erstligatreffer. Nachdem er mit dem Klub den vorletzten Tabellenrang belegt hatte, der wegen einer Aufstockung der Allsvenskan dennoch den Klassenerhalt bedeutete, verließ er den Klub.
Neuer Arbeitgeber Augustssons wurde der Vizemeister des Vorjahres Kalmar FF. Am 5. Spieltag kam er beim 2:0-Auswärtserfolg bei GIF Sundsvall zu seinem Erstligadebüt für den neuen Verein, als er in der 90. Spielminute für César Santin eingewechselt wurde. Bis Saisonende schwankte er zwischen Startelf und Ersatzbank und trug mit elf Saisoneinsätzen zum Gewinn des Lennart-Johansson-Pokals bei. Auch in den folgenden beiden Spielzeiten konnte er sich keinen Stammplatz erspielen, bei der 2:4-Niederlage gegen Örgryte IS erzielte er im Oktober 2009 jedoch sein erstes Ligator für KFF. 
Nachdem ihm der Durchbruch bei KFF verwehrt geblieben war, wechselte Augustsson vor der Zweitligaspielzeit 2011 zu Assyriska Föreningen. Bei seinem neuen Klub unterschrieb der seinerzeit 29-jährige einen Zwei-Jahres-Kontrakt. Dort war er auf Anhieb Stammspieler.